# Curie (P67)
Pour les autres navires du même nom, voir HMS Vox et Curie#Navires.
Le Curie (P67) est un sous-marin construit en 1943 par les Britanniques sous le nom de HMS Vox (P67) et cédé aux Forces navales françaises libres cette même année. Après avoir brillamment servi durant la Seconde Guerre mondiale, il est rendu à la Royal Navy en 1946 et démoli en 1949.

## Conception
Le troisième lot de sous-marins de classe U a été légèrement élargi et amélioré par rapport au deuxième lot précédent de la classe U. Les sous-marins avaient une longueur totale de 60 mètres et déplaçaient 549 t en surface et 742 t en immersion. Les sous-marins de la classe U avaient un équipage de 31 officiers et matelots.
Le P67 était propulsé en surface par deux moteurs diesel fournissant un total de 615 chevaux-vapeur (459 kW) et, lorsqu'il était immergé, par deux moteurs électriques d'une puissance totale de 825 chevaux-vapeur (615 kW) par l'intermédiaire de deux arbres d'hélice. La vitesse maximale était de 14,25 nœuds (26,39 km/h) en surface et de 9 nœuds (17 km/h) sous l'eau.
Le P67 était armé de quatre tubes lance-torpilles de 21 pouces (533 mm) à l'avant et transportait également quatre recharges pour un grand total de huit torpilles. Le sous-marin était également équipé d'un canon de pont de 3 pouces (76 mm).

## Histoire
Le HMS Vox (P67) est achevé le 2 mai 1943. Il est prêté aux Forces navales françaises libres lors d'une cérémonie qui s'est déroulée dans les ateliers de Vickers à Barrow, dans le nord-ouest de l'Angleterre. Le Général de Gaulle était présent à cette occasion, lorsque les marins de la Royal Navy et les ouvriers de Vickers ont salué la levée de la Croix de Lorraine. Il a été nommé Curie en l'honneur du premier sous-marin français Curie, qui a participé à la Première Guerre mondiale. 
Après une période de préparation (au cours de laquelle ses hélices ont été endommagées le 21 mai 1943), sa première patrouille s'est rendue sur la côte norvégienne en juin-juillet 1943. Jusqu'au 3 août 1943, date à laquelle les Forces navales françaises libres ont fusionné avec celles d'Afrique du Nord française, il a été en patrouille pendant 60 jours et a passé 192 heures sous l'eau.
Il effectue un total de quatorze patrouilles entre juin 1943 et novembre 1944, dont douze en Méditerranée. Il réalise treize attaques à la torpille.
Dans la nuit du 21 juin 1944, il bombarde des chantiers de construction de batteries terrestres à Cap Gros, sur la côte méditerranéenne, et a observé plusieurs impacts. Quelques semaines plus tard, il travaille avec une flottille britannique dans le Dodécanèse, et a coulé un cargo le 3 août. Le 2 octobre, dans la même zone, il coule les navires marchands allemands Zar Ferdinand et Brunhild (l'ancien pétrolier français Bacchus).
Il arrive à Toulon le 28 novembre 1944. Il est alors utilisé pour l'entraînement des escorteurs. 
En 1945, le Curie a déménagé de Plymouth à Brest en France, puis s'installe pour un réaménagement à Lorient où il reste jusqu'en mars 1946. Il est ensuite détaché dans une école de détection à Casablanca et retourne dans la Royal Navy en juillet 1946 où il reprend le nom de HMS Vox. Il arrive à Milford Haven le 2 mai 1949 pour y être démantelé.

## Commandants
- 22 avril 1943 : capitaine de corvette Pierre Sonneville[7]
- 1er février 1944 au 26 juin 1945 : lieutenant de vaisseau Pierre-Jean Chailley[7]